# Quichuana subcostalis
Quichuana subcostalis är en tvåvingeart som först beskrevs av Walker 1860.  Quichuana subcostalis ingår i släktet Quichuana och familjen blomflugor. Inga underarter finns listade i Catalogue of Life.